# مارتین شرمن
مارتین شرمن (انگلیسی: Martin Sherman؛ زادهٔ ۱۹۷۱ میلادی) صداپیشه و بازیگر، نویسنده و کارگردان فیلم اهل ایالات متحده آمریکا است.
از فیلم‌ها یا مجموعه‌های تلویزیونی که وی در آن‌ها نقش داشته است می‌توان به ببر و برف، دکتر هو، دارودسته‌های نیویورکی، خیابان سبز و کاپیتان آمریکا: نخستین انتقام‌جو اشاره نمود.